# Ismail Haddad
Ismail Haddad (sinh ngày 3 tháng 8 năm 1990) là một cầu thủ bóng đá người Maroc hiện tại thi đấu cho đội bóng tại Botola Wydad Casablanca ở vị trí tiền vệ chạy cánh. và anh được lựa chọn để thi đấu cho đội tuyển quốc gia Maroc.

## Sự nghiệp quốc tế

### Bàn thắng quốc tế
Tỉ số và kết quả liệt kê bàn thắng của Maroc trước.
| #  | Ngày                 | Địa điểm                                   | Đối thủ    | Tỉ số | Kết quả | Giải đấu                           |
| -- | -------------------- | ------------------------------------------ | ---------- | ----- | ------- | ---------------------------------- |
| 1. | 10 tháng 10 năm 2017 | Tissot Arena, Biel/Bienne, Thụy Sĩ         | Hàn Quốc   | 3–0   | 3–1     | Giao hữu                           |
| 2. | 13 tháng 1 năm 2018  | Sân vận động Mohammed V, Casablanca, Maroc | Mauritanie | 2–0   | 4–0     | Giải vô địch bóng đá châu Phi 2018 |

## Danh hiệu

### Câu lạc bộ
Wydad Casablanca
- Botola:
  - Vô địch: 2016–17
  - Runner up: 2015-16